# Roberto Pazos
Roberto Pazos (Buenos Aires 1961) est un illustrateur, dessinateur et plasticien argentin basé à Bruxelles. Ses illustrations ont été publiées dans des journaux et magazines en Argentine, en Espagne et en Belgique.
Le style de ses illustrations, comme celui de ses peintures, renvoie à l'esthétique des années 20, au suprématisme, au cubisme, à certaines tendances modernistes de cette époque, voire à l'expressionnisme : il pourrait être défini comme du « rétro modernisme ».
En Argentine, il a étudié à l'École des Beaux-Arts Manuel Belgrano. Il était disciple de l'artiste surréaliste argentin Roberto Aizemberg.

## Débuts professionnels en Argentine
Entre 1986 et 1987, il collabore comme illustrateur pour le magazine culturel El Porteño, créé par Gabriel Levinas. C'était un magazine mensuel, qui accompagnait la transition de la dictature militaire à la démocratie dans les années 1980. Son contenu était révolutionnaire pour l'époque : des articles sur les libertés sexuelles, l'écologie et les droits de l'homme, sur l'avant-garde de l'art et la littérature, avaient fait du Porteño un bastion de l'opposition contre le régime militaire affaibli qui mettait fin à son mandat. Dans les premières années de la démocratie en Argentine les publications alternatives trouvent un public avide de nouveauté et de culture sans restriction ni censure,.
À plusieurs reprises, entre 1983 et 1988, Pazos travaille comme illustrateur pour le magazine politique et culturel Crisis, publié à Buenos Aires sur la direction des écrivains Eduardo Galeano et Osvaldo Soriano. Le magazine avait des collaborateurs célèbres tels que Julio Cortázar, Jorge Luis Borges, Ernesto Sábato ou Ricardo Piglia.

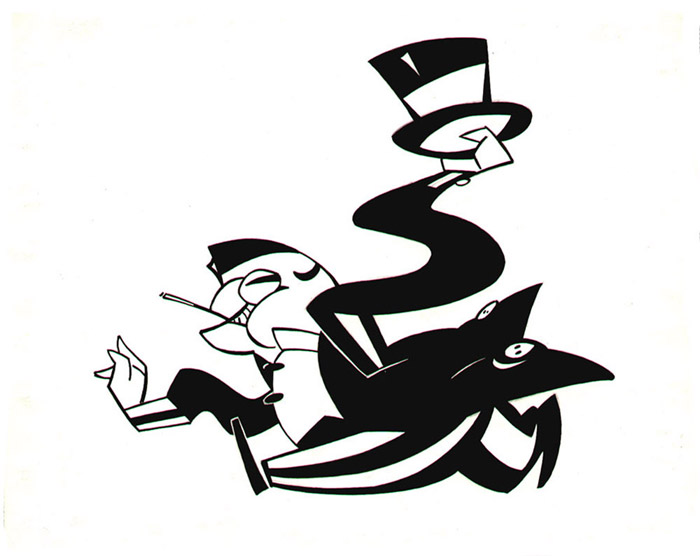
Mac Manu en frac, illustration.

En mars 1987, Pazos fait la couverture et les dessins illustrant le no 8 du magazine Vuelta-sudamericana, une publication littéraire fondée et dirigée par le prix Nobel de littérature Octavio Paz.
En suivant cette ligne, il trouve l'opportunité de publier dans le Diario de Poesía, un trimestriel publié au format tabloïd, qui consacre ses suppléments à l'œuvre d'Ezra Pound, Allen Ginsberg ou des poètes argentins, tels que Juan L. Ortiz, Juan Gelman et Raúl González Tuñón.
Son travail de peintre a été exposé pour la première fois en 1988 à La Galería Vermeer, à Buenos Aires.
En 1993, Pazos expose dans l'exposition collective « La vision suspendue » au Casal de Catalunya à Buenos Aires, conçue avec l'idée d'accentuer les tendances esthétiques présentées dans les expositions précédentes : Un lien esthétique lié à la peinture métaphysique – qui rappelle Giorgio De Chirico Carlo Carrà, l'esprit mystique de certaines œuvres de la Renaissance italienne, ou la géométrie minimaliste et flottante de Malevitch- rassemble les artistes qui participent à «La vision suspendue»: il y a des œuvres de Batlle Planas, Roberto Aizemberg, Cohen, Guagnini, Mazzuchelli et Soibelman.
Pour l'occasion, dans un petit manifeste, Pazos écrit sur le style de son professeur Aizemberg, faisant allusion à une manière de peindre commune aux membres de l'exposition :

« ... la douceur à la surface du tableau, estime l'absence de trace, du travail de la main, par la présence spectrale de l'image »

## Résidence en Espagne

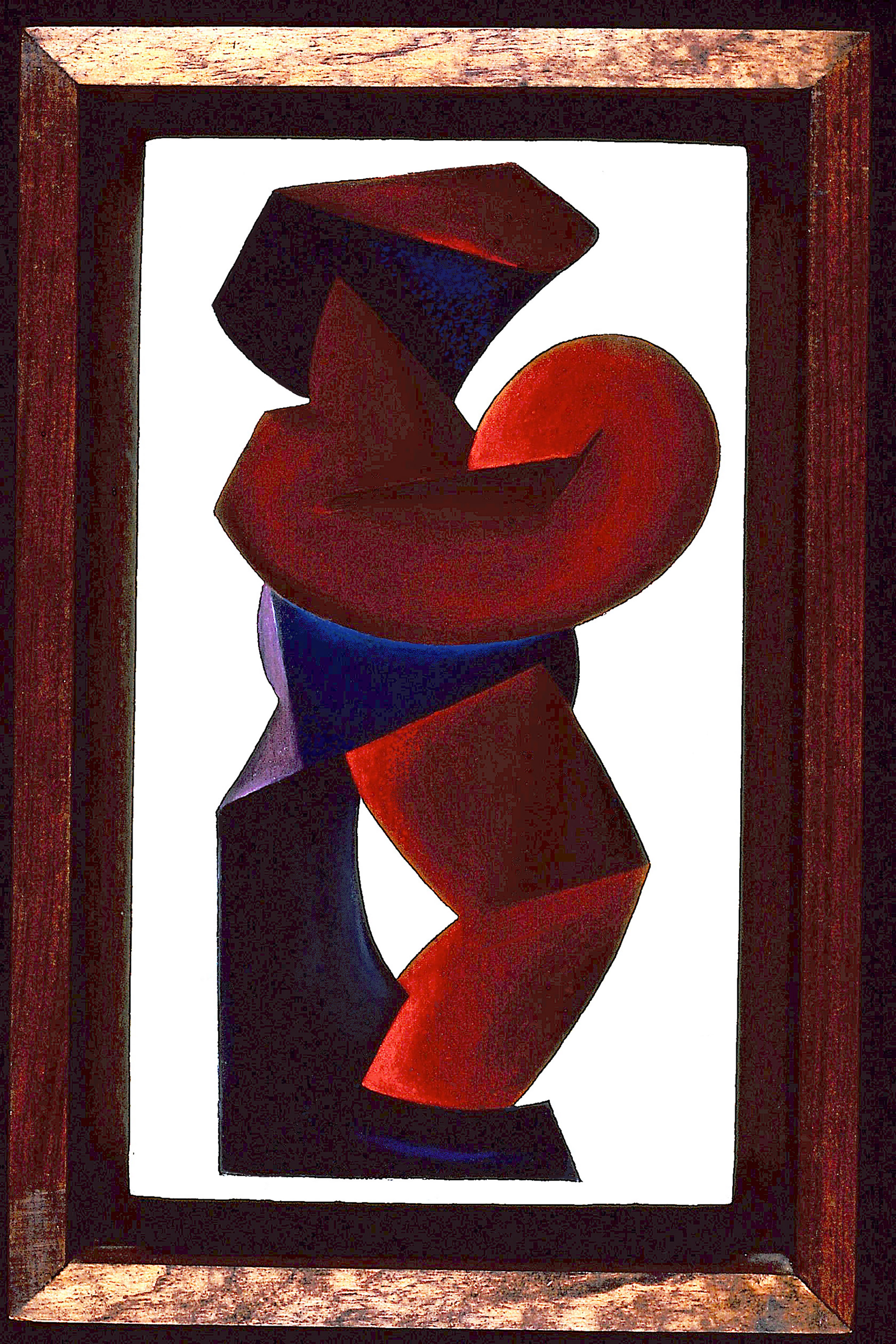
Boxeur, peinture à l'huile sur bois- 1988.

Basé à Barcelone, il publie entre 1992 et 1996 des illustrations pour le journal El País, couvrant un large éventail de sujets : Il illustre les couvertures du supplément littéraire « Babelia », et participe à l'édition catalane « Quadern- El País ». Jusqu'en 1996, il illustre presque toutes les couvertures du supplément « El País Extra »[source insuffisante].
Pazos est chargé donc d'illustrer les articles du supplément culturel. Peu de temps après, il s’occupe de la rubrique du dimanche « El Túnel dels anys quaranta », dans laquelle l'écrivain catalan Néstor Luján écrit ses mémoires.
La même année 92, Pazos publie des dessins dans le supplément « La Guía de Barcelona » du célèbre Diari de Barcelona, l'un des journaux les plus anciens et les plus importants de l'histoire de la Catalogne.
C'est une période de changement et de bouleversement culturel en Espagne qui s'affirme, dans le cadre de l'Union européenne, comme un pays renouvelé et avant-gardiste.
Le magazine de graphisme et de créativité « Visual » de Madrid, consacre, en 1993, une page d'introduction à l'œuvre de Pazos: certaines de ses œuvres sont reproduites accompagnées d'une analyse critique.
Le magazine La Municipal de la mairie de Barcelone publie certains de ses dessins consacrés à l'écologie de la ville.
En 1994, l'essayiste et journaliste hongrois Mihály Dés, alors résidant à Barcelone, fonde le magazine Lateral, qui sera publié jusqu'en 2006.
Consacré à la critique littéraire, à l'art, au cinéma et à la politique, Lateral aura des collaborateurs notables tels que Roberto Bolaño, Antonio Muñoz Molina ou Guillermo Cabrera Infante parmi tant d'autres. Les illustrations jouent un rôle important dans ses pages. Pazos publiera des couvertures, illustrera des histoires et des articles pendant plus de trois ans.
En 1996, la maison d'édition « Enciclopedia Catalana » dans sa collection « La Galera » lui propose d'illustrer le livre d'histoires pour enfants « La capseta dels petons » (également publié en espagnol sous le titre « La cajita de los besos ») de l'écrivain Antonia Savall.

## Publications en Belgique et dans d'autres pays
En 1999, il s'installe à Bruxelles, où il réside actuellement. Là, il commence à travailler pour le quotidien belge La Libre Belgique (2000-2004) qui couvre toute l'actualité nationale et internationale. Il illustre notamment pour la rubrique «Débats», collaborant plus tard pour le supplément du même journal, intitulé « La Libre Culture », ou d'autres suppléments tels que « Doc, les dossiers d'actualité de La Libre », et « Bis, ultramodernes latitudes » et l'hebdomadaire La Libre Essentielle,.
En 2000, il aura l'occasion d'illustrer en grand format la première page de La Libre Belgique consacrée à la lecture de la séquence ADN du génome humain.
À partir de 2000, il a illustré plusieurs couvertures de « La Tribune de Bruxelles », supplément publié par le journal La Dernière Heure.

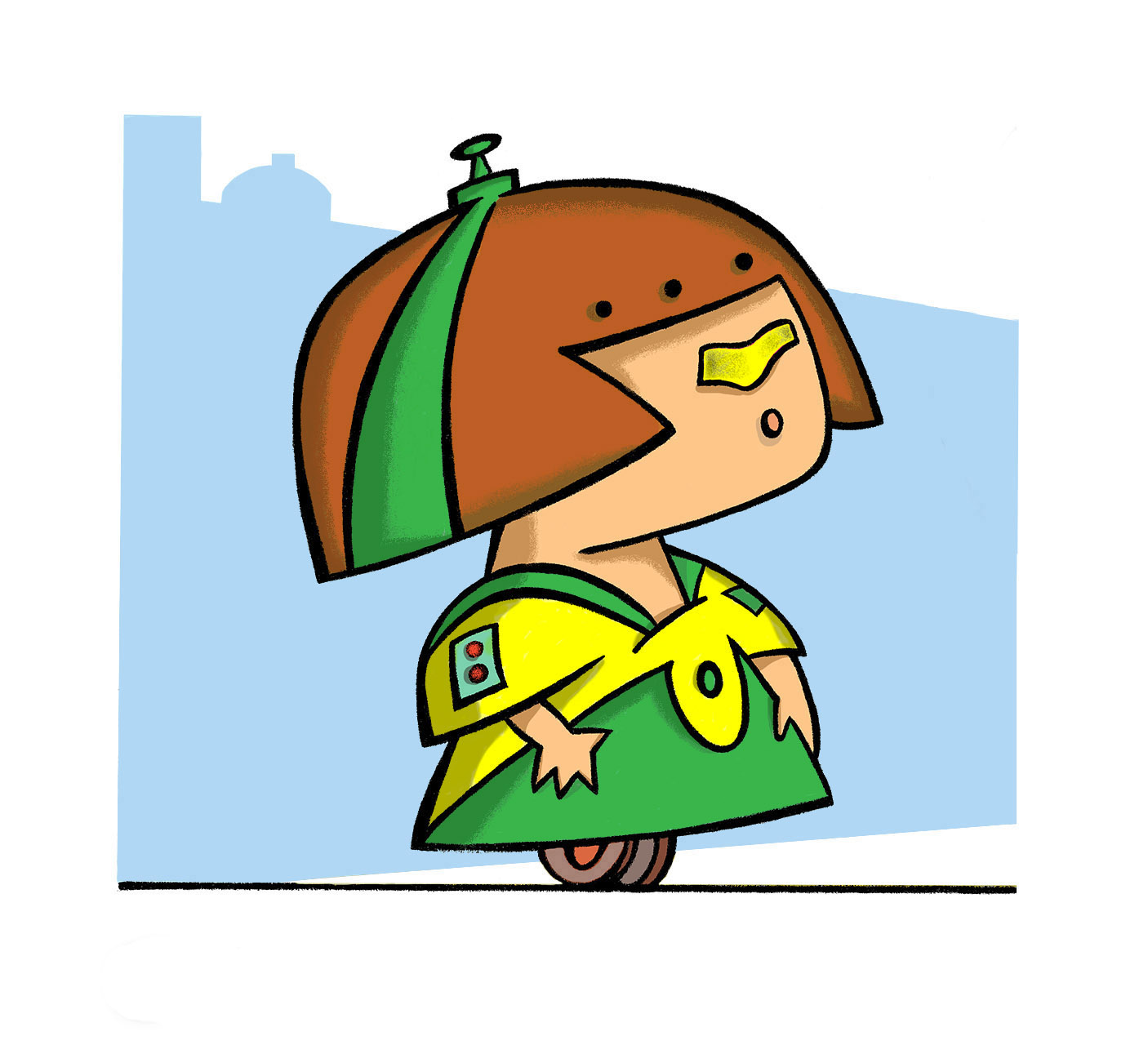
Un robot nommé Rita, illustration.

Ses œuvres apparaissent simultanément dans d'autres publications, telles que Le Ligueur (2000), Contact, le magazine des adhérents de la Fnac (2000), Familles (2001), Regards (2001), Bizz magazine (2001-2002), Le Soir magazine (2001-2002)), Le Journal du médecin (2001-2004).
En avril 2001, il expose une série d'illustrations et de peintures à la « Librerie Galerie Gavilan » à Bruxelles.
Puis, du 20 septembre au 12 octobre 2001, « La Maison de l’Amérique Latine » à Bruxelles présente l’exposition « Roberto Pazos, illustrations et impressions numériques ».
Parallèlement, il crée l'affiche du Festival du film latino-américain (2001) organisé par « La Maison ».
En mai 2002, il expose ses « Dessins sur la mondialisation » au Club Achille Chavéé.
De nouvelles collaborations apparaîtront dans le magazine français Question de femmes (2002) et en 2003 il est l'auteur d'une couverture controversée consacrée à l'anorexie, dans le magazine « Victor » du journal Le Soir.
En 2004, il expose une série de dessins à la galerie « Novo » à Bruxelles. Ensuite, il publiera ses dessins dans les magazines belges Pepper Plug Magazine (2004), Plus Magazine (2004) et Panorámica Latinoamericana (2005).
En 2005, il publie ses premières bandes dessinées dans le journal Spirou des Éditions Dupuis. En 2006, il coordonne un numéro spécial de Spirou (Journal Spirou no 3562) consacré à la bande dessinée en Argentine avec des œuvres de Elenio Pico, Sergio Langer, Max Cachimba, Liniers, Maxi Luchini, Gustavo Roldán, Sergio Kern, Edgardo Carosia et Roberto Pazos entre autres. Pazos continuera à publier dans Spirou jusqu'en 2008,.
En 2013, l'agence de publicité « The Creation Lab » en Angleterre, lui confie l'illustration d'un catalogue promotionnel à but pédagogique pour le National Health Service (NHS).
Au cours des années 2015-2017, il collabore en tant qu'illustrateur pour le groupe de presse belge « Reflexion Medical Network », responsable de 12 publications consacrées à la médecine générale et à la pharmacie,.
De nos jours, il continue de développer son travail pour différents magazines et publications.